# Giovanni Lombardi
Giovanni Lombardi (nascido em 20 de julho de 1969) é um ex-ciclista italiano que competia em provas de estrada e pista. Destaca-se como velocista. Foi ativo profissionalmente entre 1992 e 2006.

## Carreira
Como um ciclista amador, Lombardi participou nos Jogos Olímpicos de 1992 em Barcelona, onde ganhou a medalha de ouro na prova de corrida por pontos.
Como profissional, destaca três vitórias de etapa no Giro d'Italia e duas na Volta à Espanha.